# 安德勒斯山

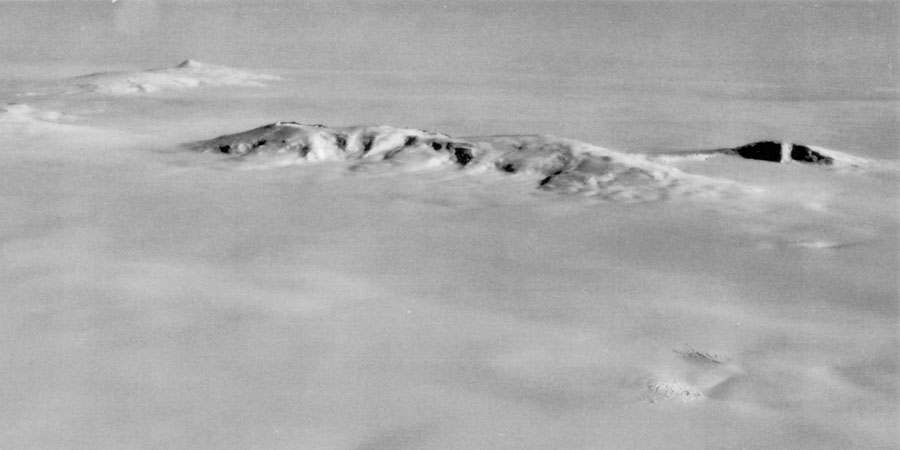

安德勒斯山（英語：Mount Andrus）是南極洲的火山，位於瑪麗伯德地，屬於阿梅斯山脈的一部分，處於本尼格豪森山東南面3.2公里，海拔高度2,978米，美國地質調查局根據測量和該國海軍的空中照片繪入地圖。

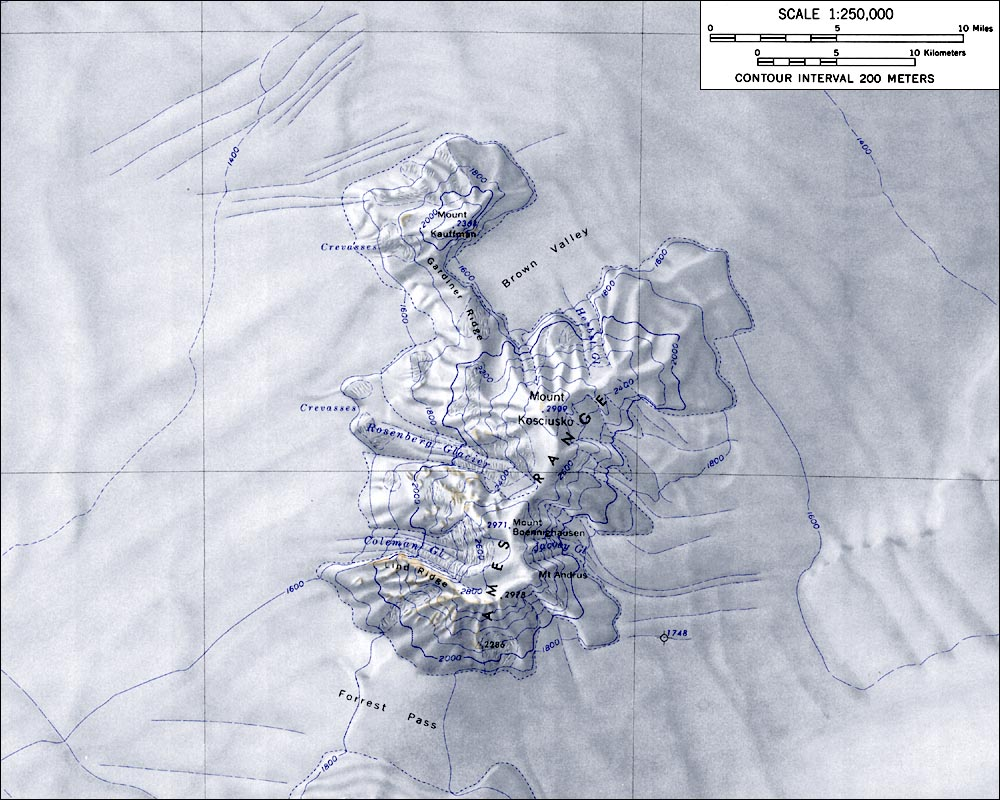

## 外部連結
- https://web.archive.org/web/20051030114935/http://usarc.usgs.gov/antarctic_atlas/
- http://www.skimountaineer.com/ （页面存档备份，存于）

75°48′0″S 132°18′0″W / 75.80000°S 132.30000°W